# Dornier Do X
Dornier Do X je bila nemška dvanajstmotorna leteča ladja, ki jo je leta 1929 zgradilo podjetje Dornier. Nekaj časa je bila največja, najtežja in najmočnejša leteča ladja. Koncept je podal Dr. Claudius Dornier leta 1924, načrtovanje se je začelo leta 1925 in po 240.000 delovnih urah leta 1929 je bil prvi prototip končan.
Med obdobjem med svetovnima vojnama je bil samo ruski Tupoljev ANT-20 Maxim Gorki fizično večji, je pa imel 3 tone manjšo vzletno težo od 56 ton pri Do X. Ker je morala Nemčija upoštevati Versajsko pogodbo, ni smela graditi tako ambicioznih letal. Zato so zgradili tovarno v Altenrheinu v Švici.
Letalo je bilo popularno v javnosti, ne pa pri letalskih družbah. Zaradi veliko incidentov (sicer nesmrtnih) so zgradili samo 3 letala.

## Tehnične specifikacije (Do XIa)
Podatki iz Flight 1930
Splošne karakteristike
- Posadka: 10–14
- Število sedežev: 66–100 potnikov
- Dolžina: 40 m (131 ft 4 in)
- Razpon kril: 48 m< (157 ft 5 in)
- Višina: 10,25 m (33 ft 7 in)
- Površina kril: 450 m² (4 844 ft²)
- Teža praznega letala: 28 250 kg (62 280 lb)
- Maks. vzletna teža: 56 000 kg (123 460 lb)
- Pogon letala: 12 ×  12-valjni vodno hlajeni Curtiss Conqueror, 455 kW (610 KM)  vsak

 Zmogljivost 
- Maks. hitrost: 211 km/h (131 mph)
- Potovalna hitrost: 175 km/h (109 mph)
- Doseg: 1 700 km (1 056 mi)
- Višina leta: 3200m (10498 ft)
- Obremenitev kril: 19,3 lb/sq ft (pri 46 tonah)